# Dajaé
Dajaé is de artiestennaam van de Amerikaanse zangeres Karen Gordon. Ze is sinds de jaren negentig met enige regelmaat te gast op singles van verschillende houseacts. Daarmee werkte ze vaak samen met Cajmere. Haar bekendste plaat is het nummer U got me up, dat in 1993 in de Nederlandse hitlijsten stond.

## Biografie
De in Chicago geboren Karen zong in de jaren tachtig in diverse soulbands in haar woonplaats. In 1992 werd ze door producer Curtis Jones betrokken bij zijn project Cajmere en namen ze het nummer Brighter days op dat een populaire houseplaat werd. Daarna nam ze samen met Jones de plaat U got me up op, die een wereldhit werd. In Nederland kwam de plaat tot nummer 25 in de top 40. In 1994 verscheen haar eerste en tot nog toe enige album Higher power, dat ook voor een belangrijk deel door Cajmere werd geproduceerd. Van het album kwam ook de hit Day by day, die in 1996 hoog in de Amerikaanse dancelijsten kwam.
Intussen hadden ook andere producers haar zangkwaliteiten ontdekt. Zo betrok Erick Morillo haar bij zijn project B-Crew, waarop hij met vier verschillende dancezangeressen werkte. Ook Junior Sanchez en Full Intention maakten gebruik van haar zang en werd ze betrokken in een samenwerking tussen Junior Jack en Felix da Housecat In 2004 werkte ze weer samen met Cajmere en verschenen de tracks I Need U (2004) en Say U Will (2006). Ook werkte ze veel samen met minder bekende producers als Bernard Badie en Harrison Crump.

## Discografie

### Albums
- Dajaé - Higher Power 1994

### Singles
- Cajmere ft. Dajaé - Brighter days 1993
- Dajaé - Up got me up 1993
- Dajaé - Is it all ove rmy face 1994
- Dajaé - Day by day 1996
- Dajaé - Fakes & Phonies 1996
- B Crew ft. Barbara Tucker & Dajaé * Ultra Naté * Moné - Partay Feeling 1996
- Pound Boys Featuring Dajaé & Earl Bennett - Heaven Knows 1998
- Junior Sanchez Feat. Dajaé - B With U 1999
- Dajaé - Who Done It??? 2000
- Dajaé - Time 2000
- Dajaé & Full Intention - What Do You Want? 2001
- Junior Jack & Felix da Housecat ft. Dajaé - Everyday My Life 2001
- Harrison Crump Featuring Dajaé - Searchin' 2002
- Blak Beat Niks ft. Dajaé - One Day At A Time 2003
- Cajmere ft. Dajaé - I Need U 2004
- Bernard Badie ft. Dajaé - Train 2005
- Harrison Crump ft. Dajaé - Never 2006
- Cajmere ft. Dajaé - Say U Will 2006
- Harrison Crump ft. Dajaé - Deeper 2006
- Grand High Priest ft. Dajaé - Mary Mary 2007
- Dajaé & Bernard Badie - Tonight 2007
- Bobby & Steve ft. Dajaé - Dreams 2008
- DJ Pierre ft. Dajaé - We've Got The Power 2009
- Honey Dijon ft. Dajaé - Until The Day 2011

- International Standard Name Identifier: 0000 0000 4927 9322
- Library of Congress Control Number: n2004077924
- MusicBrainz: 2ed2c76c-a228-4654-8178-e3a53f3b90d3
- Nationale Bibliotheek van Tsjechië: xx0162353
- Virtual International Authority File: 48621220
- WorldCat: E39PBJfH4BhD9BJXg4WkpQ3bBP